# Omphalia tralucida
Omphalia tralucida är en svampart som beskrevs av Bliss 1938. Omphalia tralucida ingår i släktet Omphalia och familjen Tricholomataceae.   Inga underarter finns listade i Catalogue of Life.